# Cystophora cristata
La foca dal cappuccio (Cystophora cristata Erxleben, 1777), unica specie del genere Cystophora Nilsson, 1820, è un pinnipede artico che prende il nome dalla cresta a proboscide o cappuccio gonfiabile del maschio che si estende dalle narici fin sotto gli occhi. Sebbene lo si ricorda un po' alla lontana, il muso gonfiabile della foca dal cappuccio non è però uguale a quello dell'elefante marino.

## Descrizione
Le foche dal cappuccio sono dei grossi animali. I maschi adulti raggiungono la lunghezza massima di circa 250–270 cm e pesano circa 200–400 kg; le femmine sono più piccole, circa 200–220 cm e hanno un peso proporzionalmente minore. La foca adulta è di color grigio scuro o nero con un certo numero di segni irregolari sul dorso. Questi sono trasversali, di dimensioni di 5–8 cm, e si fanno più piccoli verso il collo. Tali segni sono sovente circondati da un cerchio con macchioline biancastre. La foca è più chiara nelle parti inferiori. La femmina in genere è più chiara del maschio e con segni meno distinti.

### Il cappuccio
Quando il cappuccio (o cresta) del maschio si gonfia è alto da 20 a 23 cm e lungo 30. È in massima parte formato da tessuto elastico. Non comprende alcun rivestimento di grasso sottocutaneo, ma all'interno è rivestito da un prolungamento delle membrane nasali e diviso nel mezzo dal setto nasale. Lo stesso cappuccio viene gonfiato con aria dallo stomaco e dalla gola; quando si sgonfia, pende giù dall'estremità del muso in modo simile alla proboscide dell'elefante marino. La funzione di questa cresta non è ancora del tutto chiara. Si è avuto occasione di vedere, ad esempio, una foca molto adirata gonfiare il cappuccio, ma in altre circostanze, quando è stata disturbata, non l'ha gonfiato. Altre foche sono state viste gonfiare una vescica rossa o rosa da una narice, ma anche questo avviene solo occasionalmente e le foche la gonfiano sia quando sono adirate, che quando non vengono irritate. Questa vescica è presente solo in una narice - in genere solo la sinistra. È parte del rivestimento membranoso della narice stessa, e si pensa che questa si gonfi dopo il cappuccio. Di tanto in tanto, la foca dal cappuccio viene citata anche come foca dal naso a vescica, in ragione per l'appunto delle sue strane abitudini, sulle quali c'è parecchio ancora da apprendere. Non è un compito facile, dato che si tratta di un animale solitario che trascorre buona parte del tempo o in mare o nelle parti più remote dei ghiacci delle banchise.

## Distribuzione e habitat
Le foche dal cappuccio sono animali assenzialmente solitari, ma si raggruppano nel periodo della riproduzione. Si trovano nell'Atlantico del nord e nell'Oceano Artico, da Terranova, nella parte settentrionale intorno alla Groenlandia, specie nello stretto di Danimarca, e a nord delle Svalbard e dell'Isola degli Orsi. Malgrado questo habitat settentrionale relativamente limitato, le foche dal cappuccio di tanto in tanto si spostano a una certa distanza dalle loro abituali zone.
Diverse di loro sono state viste anche intorno alle Isole Britanniche, e una a sud del fiume Orwell nel Suffolk. Alcune foche dal cappuccio girovaganti si sono spinte verso il golfo di Biscaglia, mentre dall'altra parte dell'Atlantico si sono spostate sporadicamente a sud di Cape Canaveral in Florida.
La popolazione mondiale delle foche dal cappuccio è stata calcolata intorno alle 592.000 unità, ma una valutazione accurata è difficile in considerazione delle loro abitudini solitarie. Negli ultimi anni si sono registrati dei mutamenti nella popolazione; sono aumentate di numero intorno a Jan Mayen, ma nello stesso periodo sono diminuite nei pressi di Terranova. Si pensa che ciò sia dovuto alle variazioni climatiche in questa parte dell'Atlantico settentrionale e dell'Oceano Artico.
L'habitat consueto della foca dal cappuccio è costituito dal ghiaccio che va alla deriva nell'Oceano Artico. Verso la fine dei mesi estivi le foche si disperdono intorno allo stretto di Danimarca e in questo periodo conducono una vita solitaria. Si sa pochissimo dei loro spostamenti data l'inaccessibilità dei mari settentrionali, ma si vedono durante il periodo delle migrazioni delle foche della Groenlandia nelle regioni di Terranova. Le foche dal cappuccio stanno sui margini più avanzati delle masse di ghiaccio, più distanti dalla terra di quanto non stiano le foche della Groenlandia. Qui si riuniscono in piccoli gruppi familiari e subito dopo nasce la prole. La maggior parte delle nascite avviene da marzo in poi.
Quando lasciano i ghiacciai intorno a Terranova le foche si spostano verso nord di nuovo e quindi si vedono nello stretto di Danimarca, a est della Groenlandia, in giugno e luglio, allorquando si riuniscono in gruppi sul ghiaccio per la muta. Completata la muta, le foche ritornano in mare e riappaiono solo quando si trovano al largo di Terranova l'anno successivo. I loro spostamenti in questo periodo sono un mistero. Si può vederle in grandi gruppi. Probabilmente sostano nei mari circostanti la Groenlandia per nutrirsi.

## Biologia

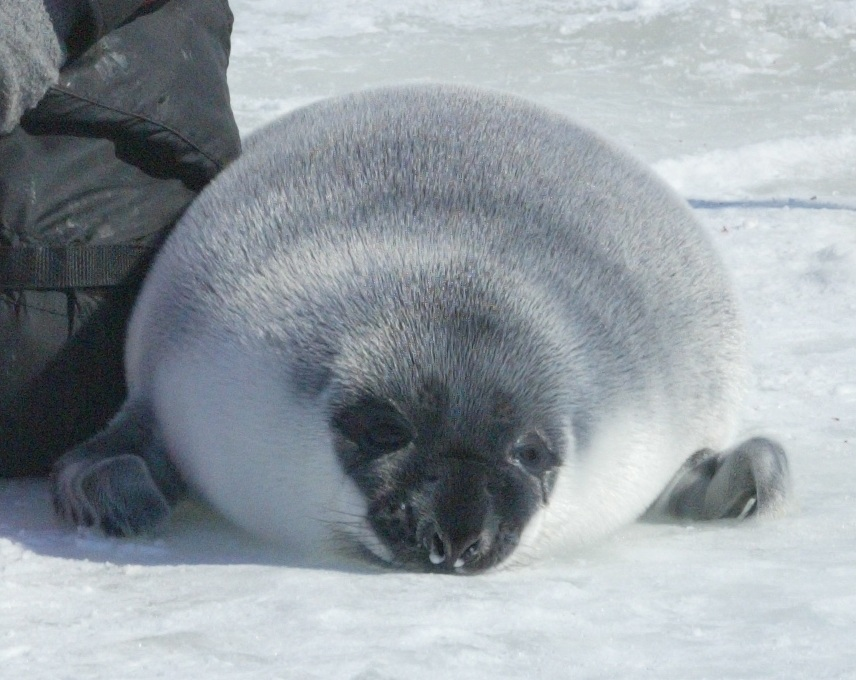
Piccolo di foca dal cappuccio sui ghiacci del golfo di San Lorenzo.

### Alimentazione
I particolari della dieta delle foche dal cappuccio non si conoscono molto bene, se si eccettua il fatto che si nutrono di pesci, come il merluzzo e l'aringa. Mangiano pure molluschi, stelle marine, polpi e calamari. Probabilmente, come per la maggior parte delle foche, si nutrono di quello che capita o che è facilmente disponibile. Così, come le foche grigie, si cibano di merluzzo se si trovano in prossimità di un banco di merluzzi, ma non rifiutano salmoni se ne hanno a portata di bocca.

### Riproduzione
Durante il periodo di riproduzione le foche si raggruppano sui ghiacci, ma non vi trovano gli harem come succede per gli elefanti marini. Tuttavia, formano gruppi familiari composti da un maschio, una femmina e dalla piccola foca. Se la prole viene minacciata la difendono. Alla nascita le piccole foche sono lunghe circa 100 cm e pesano intorno ai 25 kg. Perdono il mantello di peli lanuginosi bianchi poco prima di venire alla luce. Il loro mantello è allora argenteo-azzurro, formato da peli corti sul dorso, che si distingue nettamente dal color bianco-crema delle parti inferiori. Le piccole foche dal dorso argenteo sono note come foche dal dorso azzurro (blueback). Succhiano solo per due o tre settimane, e poi gli adulti si accoppiano di nuovo e lasciano che la prole provveda a se stessa. Una volta abbandonate, le piccole foche sostano sul ghiaccio ancora per una quindicina di giorni e poi si portano in mare.

## Conservazione
Il più grande nemico della foca dal cappuccio è l'orso polare che abita gli stessi mari. Questi orsi sono più pericolosi per le piccole foche che per gli adulti. Anche l'uomo è nemico della foca dal cappuccio, visto che le piccole foche dal dorso azzurro sono il bersaglio principale dei cacciatori. Alcune sono cacciate anche dagli Inuit che ne mangiano la carne.